# Arthur Guinness

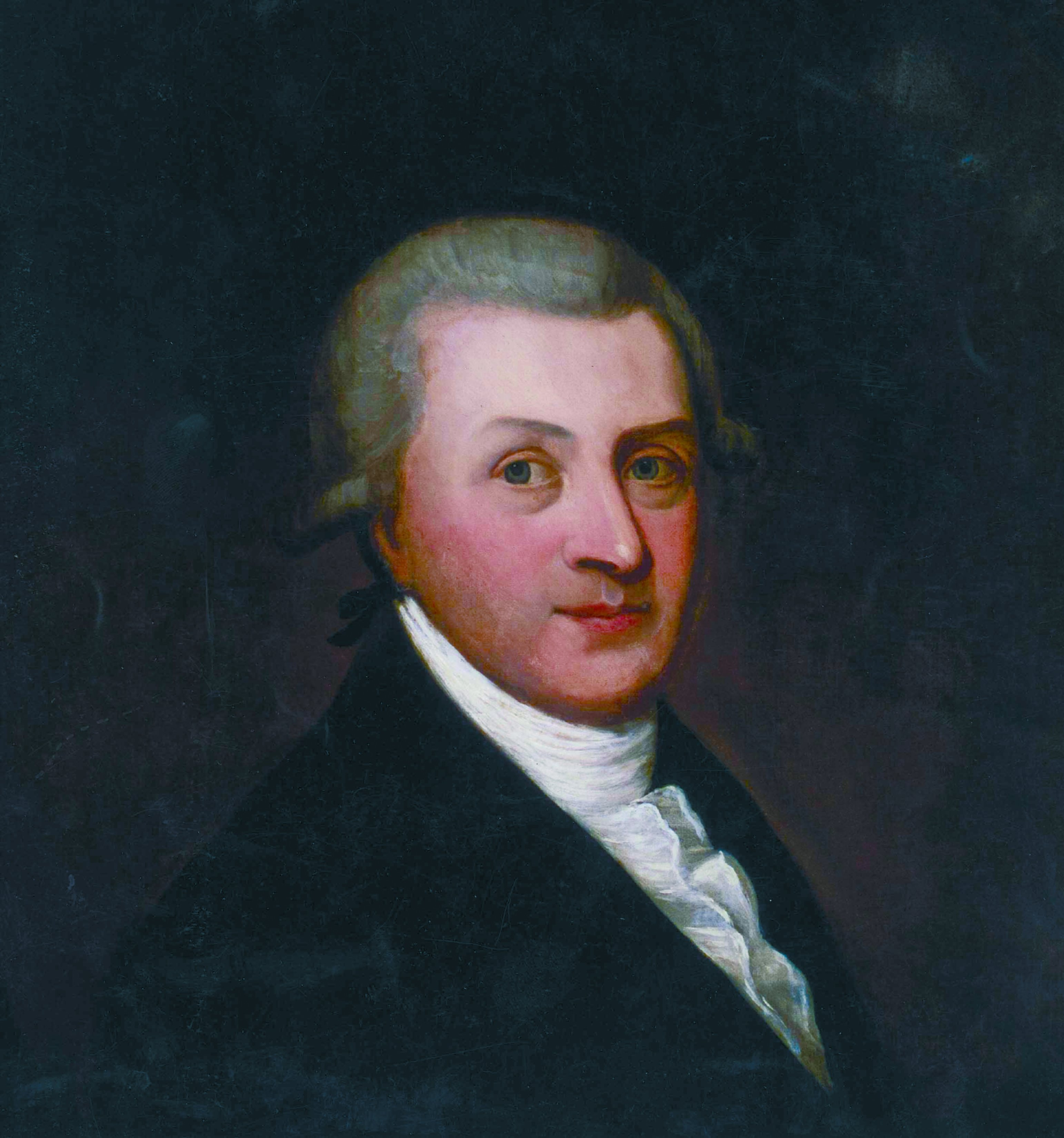
Arthur Guinness

Arthur Guinness (* 24. September 1725 in Celbridge, Irland; † 23. Januar 1803 in Dublin) war ein irischer Bierbrauer und Begründer der Guinness-Brauerei.
Arthurs Vater war Landverwalter für Arthur Price, den anglikanischen Erzbischof von Cashel, und braute in dieser Eigenschaft Bier für die Arbeitskräfte des Gutes. Im Alter von 27 Jahren erhielt Arthur £100 aus dem Nachlass von Arthur Price.
Er investierte das Geld in die Pacht einer Brauerei in Leixlip in der Nähe von Dublin. Im Jahr 1759 überließ er die Tätigkeit seinem jüngeren Bruder und zog direkt nach Dublin. Dort pachtete er eine Brauerei am St. James Gate von Mark Reinsford. Optimistisch wie er war, schloss er einen Pachtvertrag für 9000 Jahre mit einem jährlichen Pachtzins von £45. Im Jahr 1761 heiratete er in der St. Mary’s Church in Dublin Olivia Whitmore, mit der er im Verlauf seines weiteren Lebens 21 Kinder hatte. Nur zehn von ihnen erreichten das Erwachsenenalter und begründeten die berühmte Guinness-Dynastie.
Im Jahr 1778 begann Guinness mit dem Brauen der dunklen Biersorte Porter, und 1799 stellte er das Brauen heller Biersorten komplett ein. Gegen Ende des 18. Jahrhunderts war seine Brauerei die größte Porter- und Stout-Brauerei der Welt.